# Сан Вито ди Фагања
Сан Вито ди Фагања је насеље у Италији у округу Удине, региону Фурланија-Јулијска крајина.
Према процени из 2011. у насељу је живело 959 становника. Насеље се налази на надморској висини од 131 м.

## Становништво
Према резултатима пописа становништва 2011. у општини је живело 1.682 становника.
| 1951. | 1961. | 1971. | 1981. | 1991. | 2001. | 2011. |
| ----- | ----- | ----- | ----- | ----- | ----- | ----- |
| 1.895 | 1.767 | 1.652 | 1.691 | 1.586 | 1.617 | 1.682 |